# 페루나무타기쥐
페루나무타기쥐 또는 작은페루나무타기쥐(Rhipidomys modicus)는 비단털쥐과에 속하는 남아메리카 설치류이다. 페루 중부 안데스산맥 동부 경사면의 토착종으로 해발 700~1,800m에서 발견된다. 야행성, 수상성 동물로 저고도 저산대 숲과 운무림에서 서식한다. 경작과 코카 재배를 위한 삼림 개간으로 위협을 받고 있지만, 국제 자연 보전 연맹(IUCN)이 "관심대상종"으로 분류하고 있다.

## 특징
페루나무타기쥐의 몸길이는 130~165mm이고, 꼬리 길이는 비교적 길어 몸길이의 약 135% 정도이다. 털은 거칠고 짧다. 털 색은 일반적으로 누르스름하고 짙은 조모와 대비되어 불그스레한 갈색 아구티색(띠 형태의 털)을 띤다. 배 쪽은 희끄무레하고 진한 회색 바탕에 연한색을 띠며, 가슴 가운데 쪽에 오렌지색 반점이 나 있기도 한다. 꼬리는 중간에 짙은 갈색을 띠고 듬성듬성 털로 덮여 있으며, 끝은 적당히 긴 붓꼬리 형태로 털이 나 있다. 뒷발은 넓고 윗면에 발가락까지 이어지기도 하는 크고 짙은 반점이 있다.

## 보전 상태
페루나무타기쥐는 보통 흔하지 않고 잘 알려져 있지 않은 종이다. 주 서식지는 원시림이고, 오래된 헛간에서 발견된 적이 있지만 이차림에 적응할 수 있는 지는 알려져 있지 않다. 개체수가 분포 지역 내의 숲이 경작과 불법적인 작물 생산(코카나무)을 위해 개간되고 있어 감소 추세로 추정되지만 국제 자연 보전 연맹(IUCN)이 보전 등급을 "관심대상종"으로 분류하고 있다. 일반적으로 분포 지역 안에 다수의 보호 지역이 존재하지만 보호 지역 안에 페루나무타기쥐가 서식하는 지는 알려져 있지 않다.